# Área natural protegida Cipresal de las Guaitecas

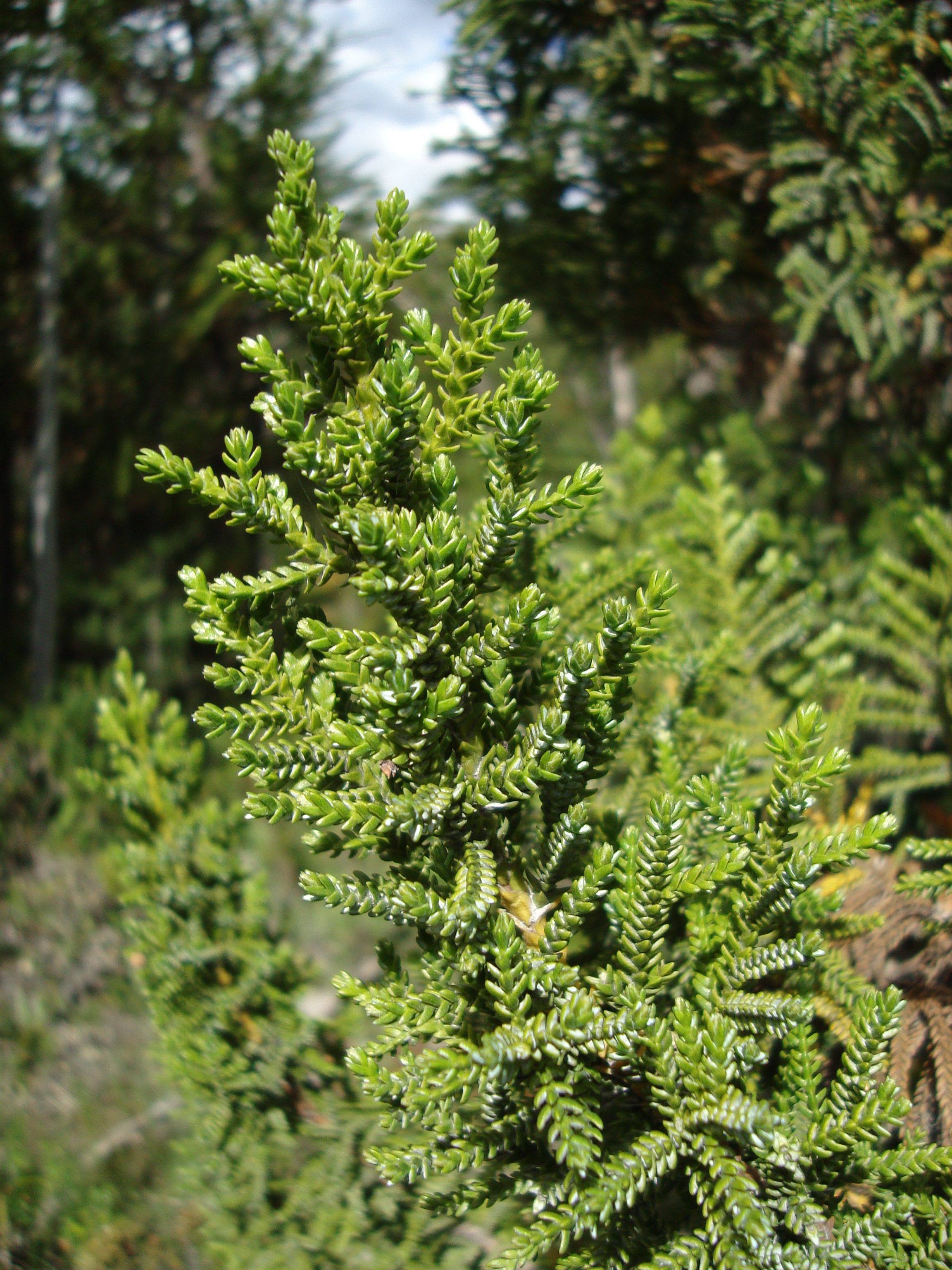
Detalle de ciprés de las guaitecas (Pilgerodendron uviferum).

El área natural protegida Cipresal de las Guaitecas está ubicada a unos 30 km al norte de la localidad de El Bolsón, hacia el este de la RN40, en el suroeste del departamento Bariloche, en la Patagonia argentina. Desde el punto de vista fitogeográfico, corresponde a la ecorregión del bosque andino patagónico.

## Características generales
El área natural Cipresal de las Guaitecas fue creada mediante la ley provincial n.º 4047 del año 2005, con el objetivo específico de preservar un relicto de ciprés de las guaitecas (Pilgerodendron uviferum) y alerce patagónico (Fitzroya cupressoides), especies amenazadas.

El instrumento legal de creación establece los vértices del polígono que contiene el área protegida, sin establecer su superficie.

El área se extiende sobre la cara occidental del cordón Serrucho, aproximadamente en torno a la posición 41°43′S 71°25′O / -41.717, -71.417. La porción sur oeste de su límite coincide con la RN40 y se estima que su superficie puede ser algo inferior a 4000 ha.
Una publicación del INTA (Instituto Nacional de Tecnología Agropecuaria) del año 2011 proporciona un gráfico con la ubicación del área protegida.

## Flora
Hacia al año 2013, el área protegida no contaba aún con plan de manejo, de modo que su flora y fauna no habían sido estudiadas en detalle.

Sin embargo, en el marco de la elaboración de dicho plan, se informó acerca de una particular asociación hallada en el lugar de tres especies: el ciprés de las guaitecas (Pilgerodendron uviferum), el alerce (Fitzroya cupressoides) y el ciprés de la cordillera (Austrocedrus chilensis), asociación no detectada en otras ubicaciones. Resulta destacable dado que estas especies presentan algún grado de vulnerabilidad o amenaza, dado su sobreexplotación en otras épocas.

Paralelamente, se ha comprobado que los ejemplares estudiados en el área protegida no presentan polimorfismos por lo cual el conjunto es singularmente homogéneo.

## Antecedentes y controversias
La zona que actualmente corresponde al área protegida es una región de la cual se posee registro de población desde principios del siglo XX. Si bien desde el punto de vista formal se trata de terrenos fiscales, la legislación nacional prioriza los derechos de los pueblos originarios frente a otras alternativas de uso de la tierra.

Hacia el año 2002, frente a ciertas situaciones que se percibían como amenazas de privatización, se presentó un proyecto con el doble objetivo de crear un área natural protegida y paralelamente otorgar la titularidad de las tierras a los pobladores y sus familias, pertenecientes a la Comunidad Mapuche Las Huaytekas, con lo cual, se fortalecerían por varias vías los derechos y la protección sobre las tierras involucradas.
En el año 2006, se dio a conocer una comunicación de la Comunidad Mapuche Las Huaytekas en la cual expresaba su rechazo a la creación del área protegida y a las formas mediante las que se pretendía preservar el área, —por ejemplo, impedir el ingreso de ganado, parte de los recursos de supervivencia de la comunidad—, agregando que el área forma parte de un sitio de veneración íntimamente vinculado a su cosmovisión y espiritualidad.
Como una prueba accesoria de la permanencia ancestral de la comunidad mapuche en la región, la cercana localidad de El Foyel debe su nombre al cacique Foyel, una de cuyas hijas formó parte del grupo apresado, trasladado y mantenido en cautiverio en el Museo de La Plata hasta su muerte, a fines del siglo XIX y cuyos restos, junto con muchos otros, formaron parte de las colecciones exhibidas durante décadas.